# Gotta Get Away
Singles de The Offspring
Self Esteem
(1994) Smash It Up
(1995)
Pistes de Smash
Bad Habit
(3) Genocide
(5)
Gotta Get Away est une chanson écrite par le groupe punk-rock californien The Offspring. 
C'est la 4e piste de l'album Smash, sorti en 1994. Elle dure 3 min 48. Le titre fut aussi le 3e single de Smash après Come Out and Play et Self Esteem. La chanson parle du sentiment de paranoïa du personnage de la chanson. Cette dernière fut bien accueillie dans plusieurs pays et fut classée 6e dans le Billboard américain. Gotta Get Away a été inspirée par un ancien titre, « Cogs », écrit à l'époque où le groupe s'appelait encore Manic Subsidal et les paroles font référence à la pression dont souffrait Dexter Holland pour finir l'album à temps.
Le personnage de la chanson a des démons dans la tête et ne peut plus supporter cette situation et tout ce qu'il sait est qu'il doit s'éloigner de lui-même. Il préfère s'éloigner de ses amis parce qu'ils déconnent et ne sait plus quoi faire de sa vie.

## Clip
Un clip a été réalisé pour la chanson et fut tourné en décembre 1994. Le clip commence par un garçon qui a le dos tourné au Coliseum Fairgrounds, situé à Salt Lake City dans l'Utah, et au bout de quinze secondes, il entre dans ce bâtiment. Il se retrouve face à une foule qui au fur et à mesure que le groupe joue la chanson (sur scène) se met à pogoter et la vidéo se termine par une image où l'on voit le même garçon qui est seul au sol.
La chanson commence par une intro à la batterie de Ron Welty avant que la basse ne commence à jouer et ce même riff se retrouve tout au long du morceau.

## Classements hebdomadaires
| Classement (1995)                       | Meilleure position |
| --------------------------------------- | ------------------ |
| Autriche (Ö3 Austria Top 40)            | 36                 |
| Belgique (Flandre Ultratop 50 Singles)  | 28                 |
| Belgique (Wallonie Ultratop 50 Singles) | 21                 |
| Canada (RPM Top Singles)                | 32                 |
| Norvège (VG-lista)                      | 18                 |
| Pays-Bas (Single Top 100)               | 33                 |
| Royaume-Uni (UK Singles Chart)          | 43                 |
| Royaume-Uni (UK Rock Chart)             | 1                  |
| Suède (Sverigetopplistan)               | 26                 |